# Франс, Джозеф Натаниэль
Джозеф Натаниэль Франс (англ. Joseph Nathaniel France; 16 сентября 1907, Маунт-Лили, Невис, Британская Вест-Индия — 21 мая 1997, Бастер, Сент-Китс, Сент-Китс и Невис) — сент-китс и невисский государственный и политический деятель, член Национальной ассамблеи, министр социальных служб в правительстве главного министра Пола Саутвелла, генеральный секретарь Профсоюза рабочих Сент-Китса и Невиса.

## Биография

### Молодые годы
Джозеф Натаниэль Франс родился 16 сентября 1907 года в деревне Маунт-Лили на острове Невис (Сент-Китс и Невис), в семье Томаса и Мэри Франс. В 13 лет он приехал на остров Сент-Китс для того, чтобы провести школьные каникулы со своими родственниками в Бастере. Перед окончанием каникул Джозеф был приглашен на работу посыльного во Всеобщей благотворительной ассоциации Сент-Китса и Невиса, называемой просто — «Союз» и находящейся на Кайон-стрит, недалеко от Вест-Сквер. Его родители согласились на трудоустройство только при условии, что Франс продолжит своё обучение в вечерней Камберерской школе.

### Карьера в профсоюзах
Через некоторое время Франс стал работать на печатном станке в типографии «Progressive Printery Ltd.», связанной с «Союзом». В 1921 году в этой типографии стала выходить газета «The Union Messenger», редактором которой был Дж. Мэттью Себастьян, отец будущего генерал-губернатора Катберта Монтрейвилла Себастьяна. Обращаясь к бедным слоям населения, издание проложило путь для формирования Рабочей лиги Сент-Китса в 1932 году, ставшей позже Лейбористской партией Сент-Китс-Невис-Ангильи. Окончив вечернюю школу, созданную Себастьяном, и став одним из первых членов Лиги, Франс принял активное участие в образовательных программах для работающего населения, встречах с общественностью, распространении листовок и социалистической литературы, подаче петиций британским чиновникам и обращений в Министерство по делам колоний. Через несколько лет Франс был избран в состав Совета директоров Лиги рабочих, что дало ему большие возможности для собственного и общественного самосовершенстования — он стал членом литературного общества, занялся поэзией, организовывал музыкальные вечера, играл на фортепиано и кларнете. Также он работал музыкальным аккомпаниатором на сеансах немого кино в местном кинотеатре «Apollo». Параллельно Франс входил в число лейбористов, находящихся в авангарде борьбы за права рабочих и исполнявших роль миротворцев в ходе беспорядков в Бакли 1935 года, возникших из-за нарушения плантаторами права работников на повышение заработной платы на сахарных плантациях. Он пешком прошел по всему острову, призывая рабочих протестовать без насилия, став известным и уважаемым, мирным, но упорным борцом за права трудящихся.
В 1938 году Франс был избран секретарем Рабочей лиги и стал членом её делегации, дававшим показания Королевской Вест-Индской комиссии по вопросам социальных и экономических условий в Британской Вест-Индии. Он выступил за принятие законов о профсоюзах, введение компенсаций пострадавшим рабочим, передел землеустройства, снос трущоб, улучшение доступности учреждений здравоохранения и образования. В 1940 году, после принятия нового закона о профсоюзах, они получили возможность работать без юридических ограничений, и после этого Франс был избран первым генеральным секретарём Профсоюза рабочих Сент-Китса и Невиса, впоследствии переизбираясь каждый год вплоть до своей смерти. Он принимал участие в переговорах по вопросам примирения, а также несколько раз представлял профсоюз за рубежом. После смерти Себастьяна в 1944 году, газета «The Union Messenger» стала выходить под редакцией Франса до 1960-х годов, который также был редактором «Workers Weekly» с 1942 по 1956 год. Должность секретаря Лиги он занимал до 1993 года.

### Работа в парламенте
В 1946 году Франс был впервые избран в парламент Сент-Китс-Невис-Ангильи в числе всего трёх выборных представителей от Сент-Китса (двумя другими стали лидер Лейбористской партии Роберт Ллевеллин Брэдшоу и Морис Х. Дэвис, ставший впоследствии Главным судьей Верховного суда Вест-Индии). После введения всеобщего избирательного права независимо от расы или класса, Франс неоднократно переизбирался в парламент от Вест-Бастера в 1952, 1957, 1961, 1966, 1971, 1975, 1980 и 1984 годах, пока не ушёл из активной политики в 1989 году, будучи рекордсменом по нахождению в парламенте региона англоязычных стран Карибского бассейна.

### Посты в правительстве
С 1952 года Франс был «членом социальных служб», а после формирования исполнительного правительства в 1960 году при лейбористской администрации главного министра Пола Саутвелла стал министром социальных служб, ответственным за образование, здравоохранение и социальные дела. На этом посту Франс помог создать Национальный страховой фонд, участвовал в введении обязательного минимального размера заработной платы для домашней прислуги и продавцов, регламентировал приобретение земель под сахарный тростник, реорганизовал систему образования, всецело отдавая себя движению прогрессивистов и заботе о бедных и обездоленных страны. В 1968 году, в связи с неоценимыми заслугами Франса в области здравоохранения, в его честь был назван только что открытый госпиталь в Бастере. Он ушёл в отставку с поста министра после того, как Сент-Китс и Невис получил полное самоуправление от Великобритании, то есть в 1967 году.

### Смерть и похороны
Джозеф Натаниэль Франс скончался 21 мая 1997 года. По словам доктора Вэнса Гилберта, проведшего поминальную мессу в приходской церкви Св. Павла, Франс был верен бескорыстному служению интересам общества и государства, вёл аскетичный образ жизни, будучи скромным и спокойным человеком, политические идеи и убеждения которого возникли из неравнодушного отношения к стране и народу. Похороны Франса прошли на кладбище «Спрингфилд» в Бастере.

## Награды
4 июня 1978 года Франс был удостоен звания Командора Ордена Британской империи «за общественную службу в Сент-Китс-Невис-Ангилье», а 14 июня 1996 года — Рыцаря-Командора Ордена Святого Михаила и Святого Георгия «за заслуги в трудовых отношениях и парламентском представительстве».

## Семья
Дочь — Пруденс Франс, внук — Осберт Франс.

## Память
В 1997 году с портретом Франса была выпущена почтовая марка Сент-Китса и Невиса.
12 сентября 2004 года, в канун празднования 21-й годовщины независимости Сент-Китса и Невиса, члены Национальной ассамблеи единогласно одобрили посмертное присвоение звания «Национальный герой» Джозефу Натаниэлю Франсу. На данный момент в списке национальных героев числятся четыре человека, в том числе и Франс. В 2011 году Франс посмертно был удостоен Ордена Национального героя Сент-Китса и Невиса, в результате чего он стал вторым кавалером этой награды после Брэдшоу.
26 мая 2013 года в Приходской церкви Святого Павла в Бастере прошла заупокойная служба по Франсу, участие в которой приняли его родственники. В ходе избирательной кампании в преддверии парламентских выборов, 1 февраля 2014 года кандидат от лейбористов Конрис Мэйнард сказал, что настало время отдать дань уважения национальному герою Джозефу Франсу путём возведения статуи или бюста. 5 мая кандидат в премьер-министры от Народной рабочей партии Тимоти Харрис возложил венок к могиле Франса, так же, как и лейбористский премьер-министр Дензил Дуглас, потому, что фигуры деятелей рабочего движения почитаются разными политическими лагерями.